# باتريك ألكسندروفيتش
باتريك ألكسندروفيتش (بالبولندية: Patryk Aleksandrowicz)‏ هو لاعب كرة قدم بولندي في مركز الهجوم، ولد في 5 يونيو 1983 في زغورجيلتس في بولندا. لعب مع زنيتشج بروشكوف ونادي كافالا ونادي لاريسا.

## وصلات خارجية
- باتريك ألكسندروفيتش على موقع قاعدة بيانات كرة القدم.إي يو (الإنجليزية)
- باتريك ألكسندروفيتش على موقع Soccerway.com (الإنجليزية)